# Nossa Senhora de Willesden

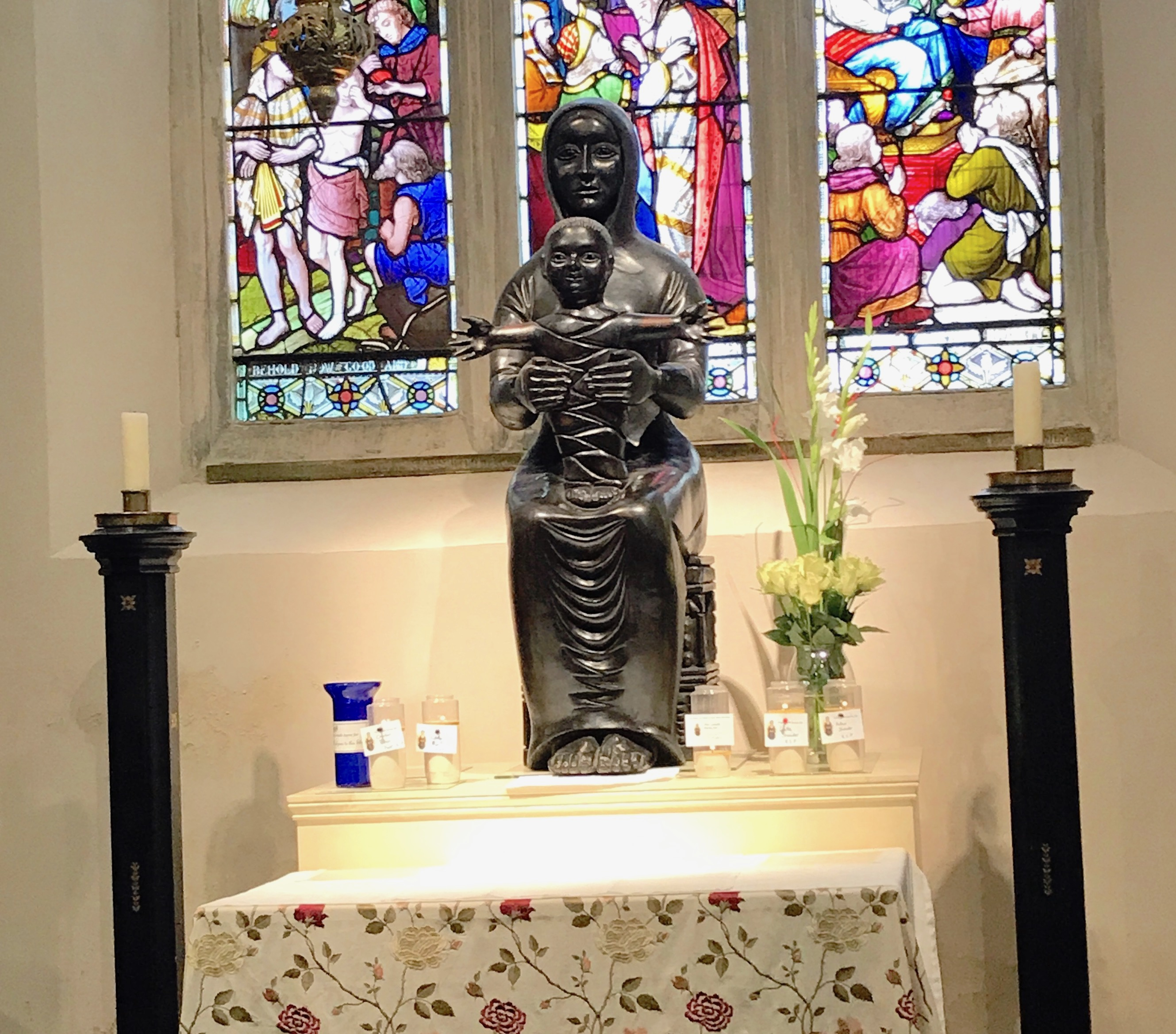
A imagem da Madona Negra de Nossa Senhora de Willesden no santuário restaurado na igreja paroquial de Santa Maria.

Nossa Senhora de Willesden é um título da Bem-Aventurada Virgem Maria venerado pelos cristãos em Londres, especialmente por anglicanos e católicos. Está associada à imagem histórica (estátua) e centro de peregrinação na comunidade de Willesden, originalmente uma vila em Middlesex, Inglaterra, mas agora um subúrbio de Londres. O santuário pré-Reformado foi o lar da estátua da Madona Negra de Willesden.

## História

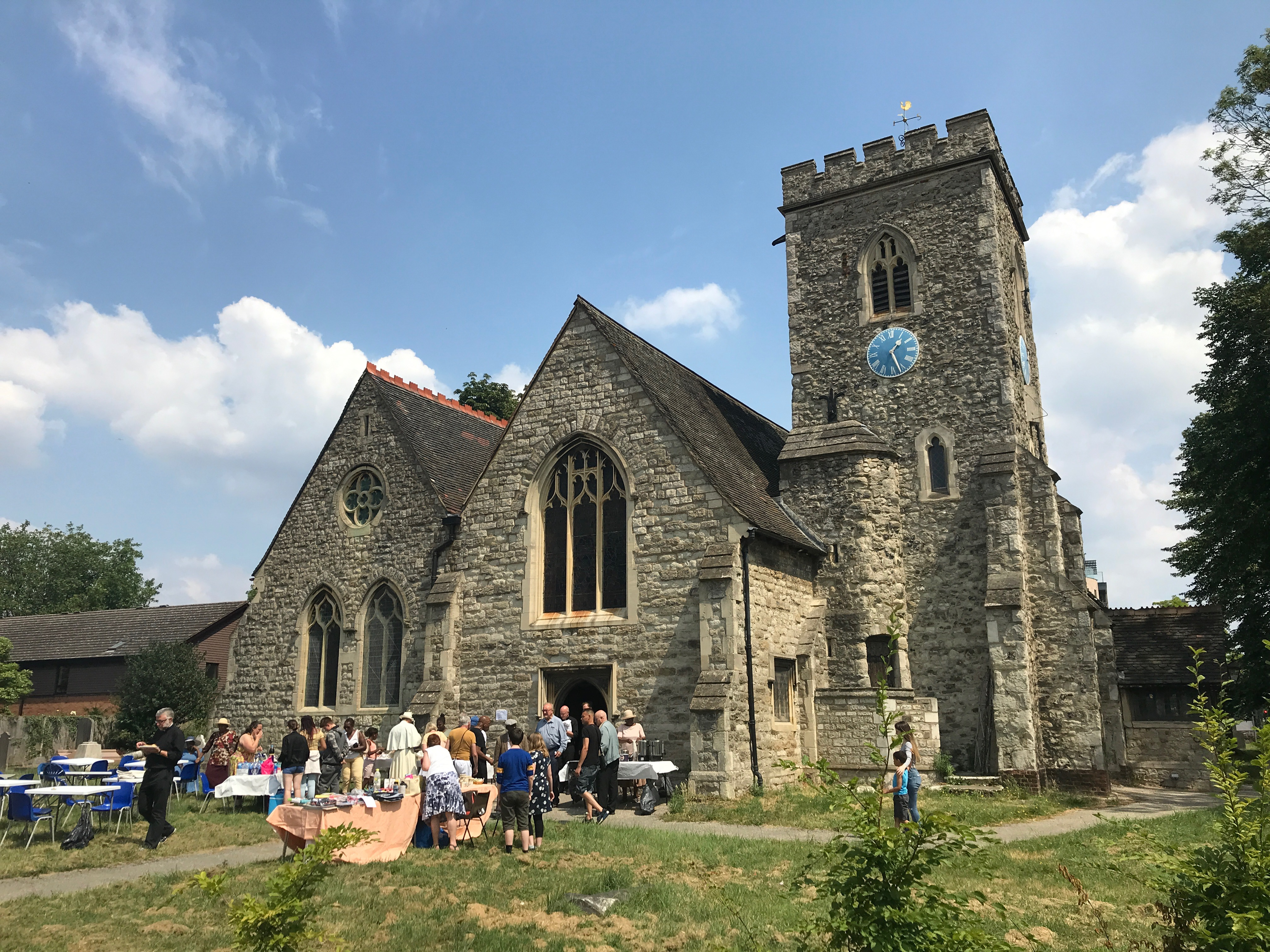
Igreja paroquial de Santa Maria, lar do Santuário

Outrora um santuário rural a cerca de 13 quilômetros de Londres, Willesden sempre possuiu um poço, do qual a comunidade deriva seu nome, que significa "nascente ao pé da colina". O poço estava associado à Bem-Aventurada Virgem Maria e à igreja dedicada a ela, Santa Maria, Willesden. A igreja e o poço são de grande antiguidade, sendo mencionados em uma carta Real de 939. Embora as origens da tradição de peregrinação estejam perdidas na história, é claro que um volume significativo de peregrinos visitou o local, e medalhas de peregrinos medievais foram cunhadas e vendidas, várias das quais foram descobertas por investigação arqueológica. Thomas More foi um peregrino aqui apenas duas semanas antes de sua prisão.
Um relatório da visita datado de 1249 relata duas estátuas da Bem-Aventurada Virgem Maria na Igreja de Santa Maria. Não se sabe qual era a segunda imagem, mas a principal era a imagem da "Madona Negra" de Nossa Senhora de Willesden, o ponto central de veneração para os peregrinos que viajaram para Willesden. Dizia-se que a estátua possuía poderes milagrosos.
Na Reforma, os santuários ingleses de Maria foram destruídos e suas imagens queimadas. A imagem da "Madona Negra" de Nossa Senhora de Willesden foi arrastada para Chelsea em 1538 e ali queimada pelos Comissários do Rei.

## Restauração

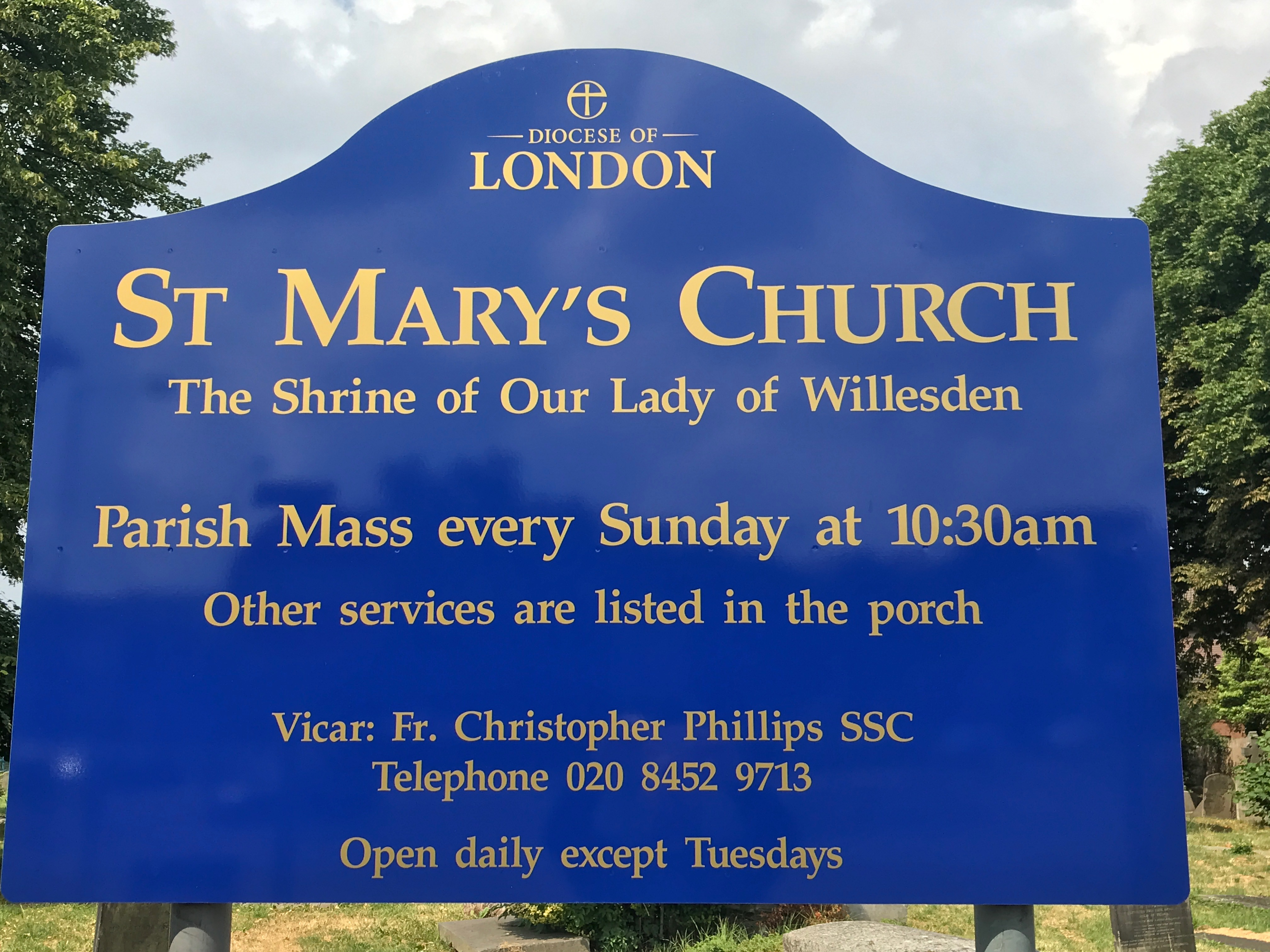
Sinalização principal no santuário anglicano (e original) hoje

De maneira semelhante a Nossa Senhora de Walsingham, que é venerada em santuários gêmeos anglicano e católico romano a uma milha de distância, Nossa Senhora de Willesden hoje tem dois santuários. O original foi restaurado na igreja paroquial anglicana de Santa Maria, e um santuário católico romano foi estabelecido a cerca de duas milhas de distância na Igreja Católica Romana de Nossa Senhora de Willesden, onde uma imagem coroada de Nossa Senhora forma o foco do santuário. Tanto em Walsingham quanto em Willesden, os santuários gêmeos fornecem um veículo para o esforço ecumênico prático entre as duas tradições.

### Igreja de Santa Maria

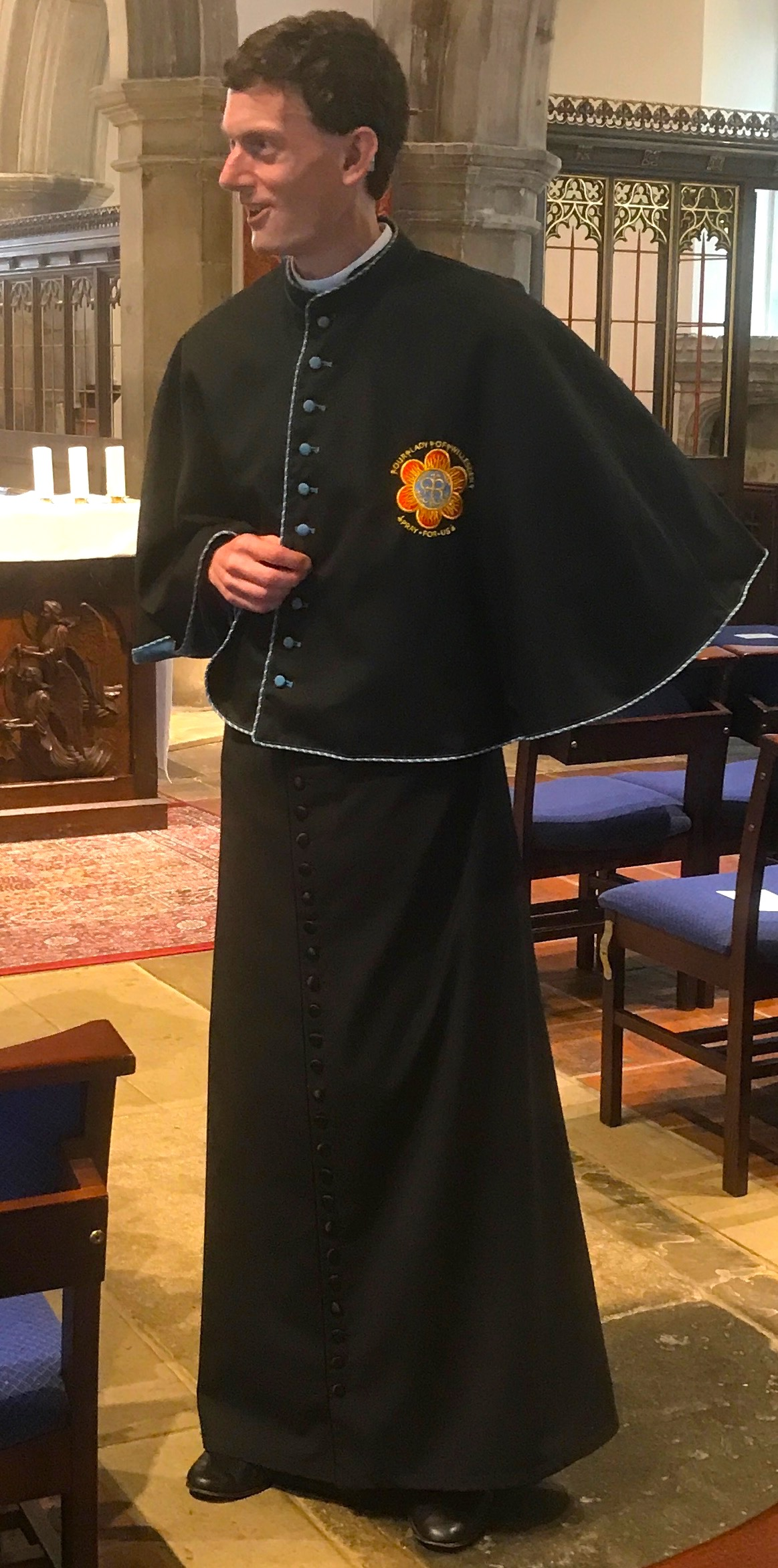
Um sacerdote capitular do santuário, usando a distinta mozeta daquela categoria.

No início do século XX, o Reverendo James Dixon, Vigário de Willesden, restaurou o santuário, e colocou uma imagem dourada de Maria e Jesus no local dentro da igreja paroquial onde o original havia estado. Um pequeno número de peregrinos começou a visitar o santuário. O reverendo Graham Leonard, bispo de Willesden 1964-1973, promoveu ativamente a peregrinação ao santuário de Nossa Senhora de Willesden e, em 1972, uma nova estátua da "Madona Negra" foi encomendada ao escultor Catharni Stern. Após a conclusão, foi instalado na antiga capela de Santa Catarina dentro da igreja paroquial de Santa Maria, Willesden, e a capela foi redesenhada como Capela do Santuário. Uma visita a esta capela é agora o clímax da peregrinação de Willesden.
A imagem mais antiga foi mantida no local, de modo que desde 1972 o santuário abriga duas imagens da Bem-Aventurada Virgem Maria, assim como acontecia na época medieval de acordo com o relatório de visitação de 1249.
A fonte original e o poço sagrado da Igreja de Santa Maria, que se perderam devido ao desuso após a Reforma, foram redescobertos em 1998 e voltaram a ser usados.
O santuário original na Igreja de Santa Maria é administrado pelo conselho da igreja paroquial, trabalhando em estreita cooperação com o Capítulo de Nossa Senhora de Willesden. A direção diária do Companionate está nas mãos de um capítulo de padres capitulares (geralmente seis, dos quais o vigário de Santa Maria, Willesden, é membro ex officio), e leigos (dos quais os guardiões da Igreja de Santa Maria são também membros ex officio). Os padres capitulares de Nossa Senhora de Willesden são distinguidos por uma mozeta preta com botões azuis claros, debrum em azul e dourado, e o selo de Nossa Senhora de Willesden bordado no peito esquerdo. Os membros leigos do capítulo são distinguidos por um colarinho azul claro do qual o emblema do santuário é exibido.
O Companionate de Nossa Senhora de Willesden é uma sociedade devocional anglicana para aqueles que desejam ser associados ao santuário. É chefiado por um Patrono Episcopal, um bispo que fornece a liderança figurativa dos Companheiros. Os membros, não capitulares, são conhecidos como sacerdotes-companheiros ou leigos, conforme o caso. Os companheiros usam o selo de Nossa Senhora de Willesden como um distintivo e comprometem-se a rezar pelo trabalho do Santuário e a visitá-lo em peregrinação quando possível.

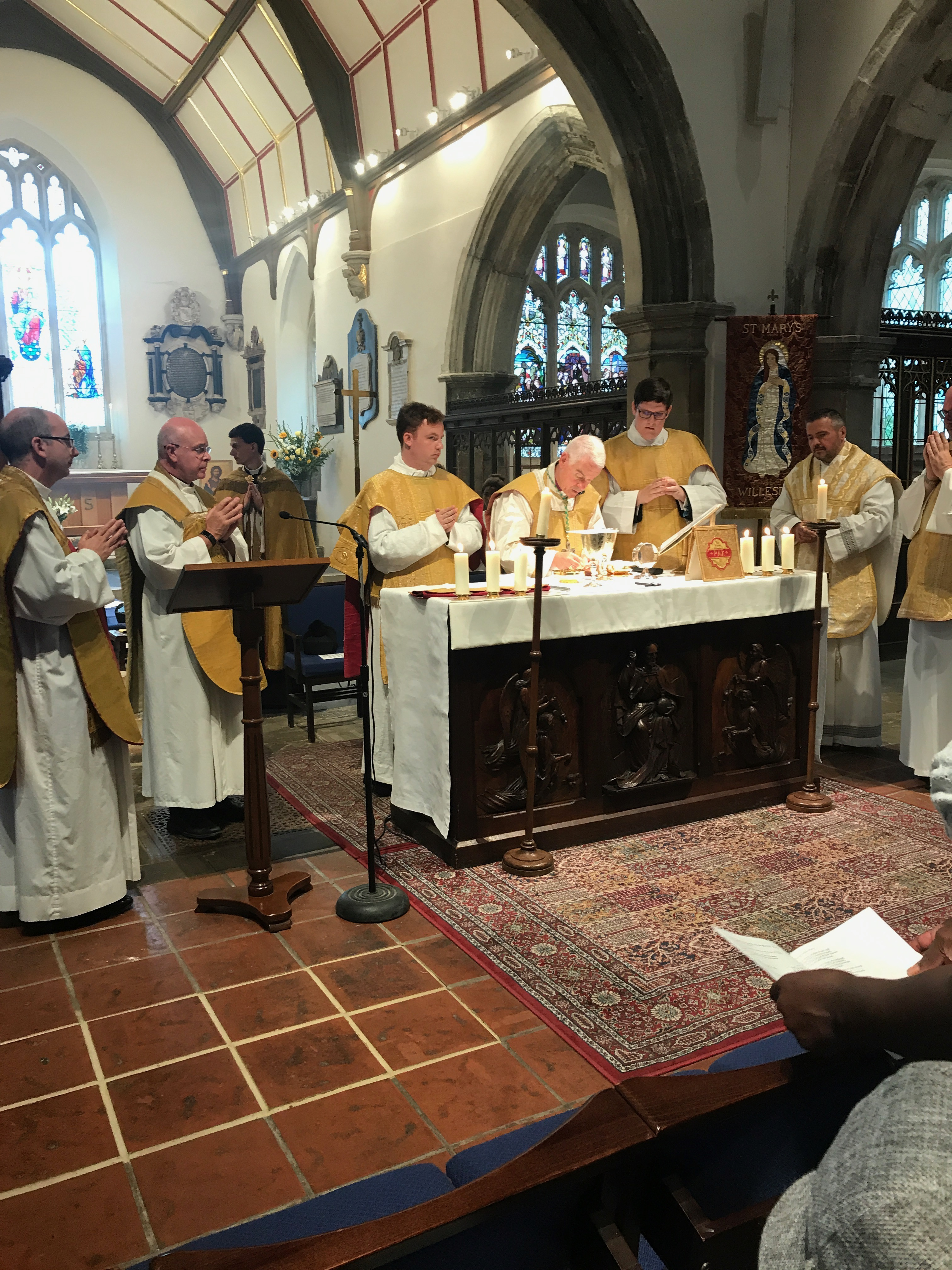
A missa de peregrinação de 2018. O Patrono Episcopal celebra com os sacerdotes capitulares do santuário

As peregrinações privadas e as peregrinações paroquiais chegam ao santuário de Nossa Senhora de Willesden ao longo do ano, mas a principal peregrinação nacional acontece em um sábado de julho. O formato do dia geralmente envolve uma procissão pública pela manhã, uma celebração de missa ao meio-dia na igreja paroquial de Santa Maria, uma variedade de barracas e entretenimentos durante a tarde, borrifando no poço sagrado no final da tarde, e a bênção do bendito sacramento para encerrar o dia de peregrinação.

### Igreja de Nossa Senhora de Willesden

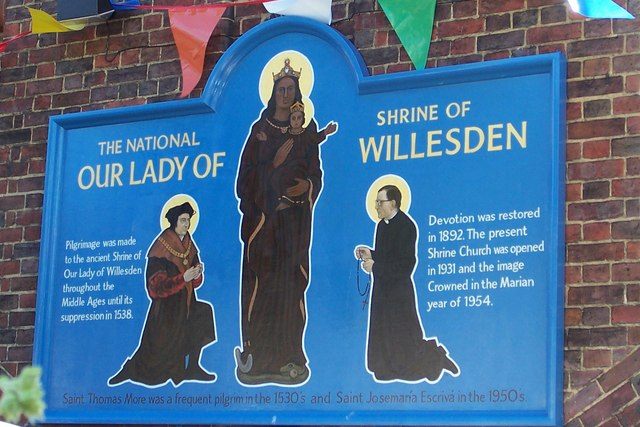
Santuário católico romano hoje

Em 1885, uma missão católica foi estabelecida em Harlesden para a crescente população irlandesa. "Com a ajuda do Convento de Jesus e Maria local, a devoção foi promovida a Nossa Senhora de Willesden e a uma nova estátua abençoada pelo Cardeal Vaughan em 1892." A missão foi servida por uma capela temporária em Manor Park Road. Em 1907, uma igreja maior foi construída em Crown Hill. A missão tornou-se uma paróquia em 1918 e uma nova igreja e santuário foram construídos em 1931. A capela nordeste é a capela do santuário de Nossa Senhora de Willesden. A Guilda de Nossa Senhora de Willesden foi criada em 2002. A Diocese Católica Romana de Westminster celebra a Festa de Nossa Senhora de Willesden em 3 de outubro. A peregrinação católica anual ocorre em maio.